# Claire Booker
Claire Booker (Radcliffe, 4 maggio 1958) è un'ex cestista inglese.

## Carriera
Con l'Inghilterra ha disputato i Campionati europei del 1980.